# Réserve naturelle nationale de l'île des Lions de mer
La Réserve naturelle nationale de l'île des Lions de mer (en anglais : Sea Lion Island National Nature Reserve) a été créée en 2017. C'est une aire protégée qui avait été désignée comme site Ramsar en 2001, puis comme zone importante pour la conservation des oiseaux par la Birdlife International. La réserve naturelle est située sur l'île des Lions de mer, l'une des îles les plus au sud de l'archipel des Malouines, à 17 km au large de la pointe sud-est de la Malouine orientale. Celle-ci fait 1 000 ha, comprenant la totalité de l'île et sa zone maritime.

## Faune et flore

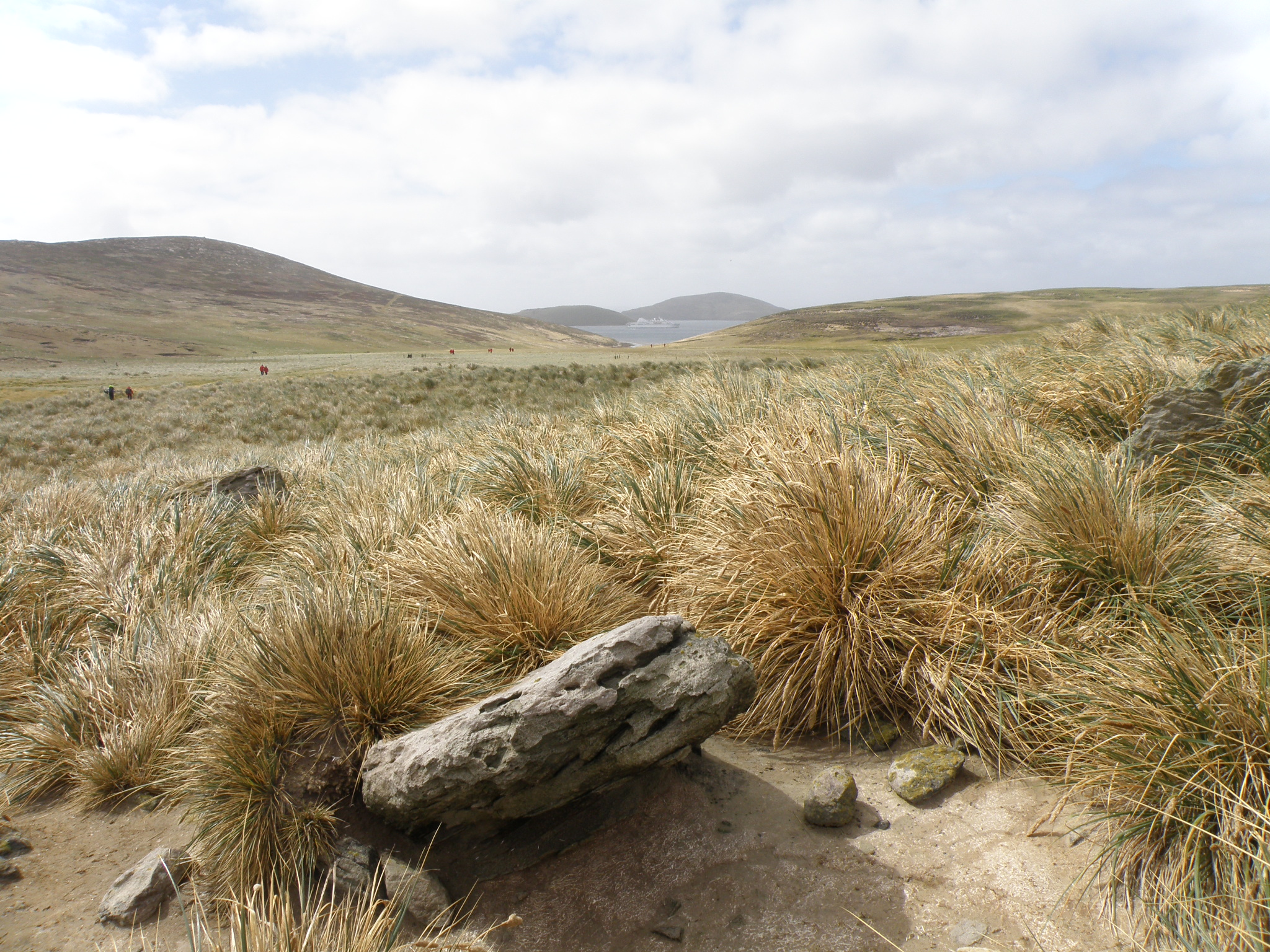
Herbe de Tussack.

L'île des Lions de mer est appréciée pour sa diversité faunique, exempte de rongeurs, qui assure la survie de nombreuses espèces de petits oiseaux, dont le troglodyte de Cobb endémique et le cinclode fuligineux nichant dans l'herbe de Tussack (Poa flabellata), ainsi que l'ouette à tête rousse. Environ quarante espèces d'oiseaux nicheurs se trouvent sur l'île, y compris des oiseaux de mer tels que le gorfou sauteur, le manchot de Magellan et le manchot papou, le pétrel géant et le labbe antarctique.
Les zones humides de l'île abritent des populations de  grèbe aux belles joues, de canard de chiloé, de sarcelle bariolée et de canard huppé de Patagonie. De nombreux oiseaux de rivage sont également présents, tels que le pluvier de d'Urville et le pluvier des Falkland.
En termes de mammifères marins, l'île abrite deux espèces de phoques reproducteurs ; l'otarie à crinière et l'éléphant de mer austral, qui attirent à leur tour les célèbres orques qui les chassent.
En termes de flore, il y a plus de cinquante-six plantes à fleurs sur l'île, dont deux endémiques des Malouines, ainsi que des peuplements d'importance nationale d'herbe de Tussack et d'herbe bleue de haute qualité.

## Tourisme vert
Un pavillon de quinze lits est disponible pour les touristes animaliers. De plus, un petit nombre de touristes peut effectuer des visites d'une journée en bateau et en hélicoptère, sans causer de dérangement. Des excursions en 4x4 ou des randonnées sont proposées.

## Galerie

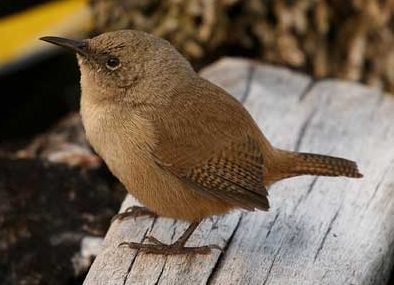
Troglodyte de Cobb.
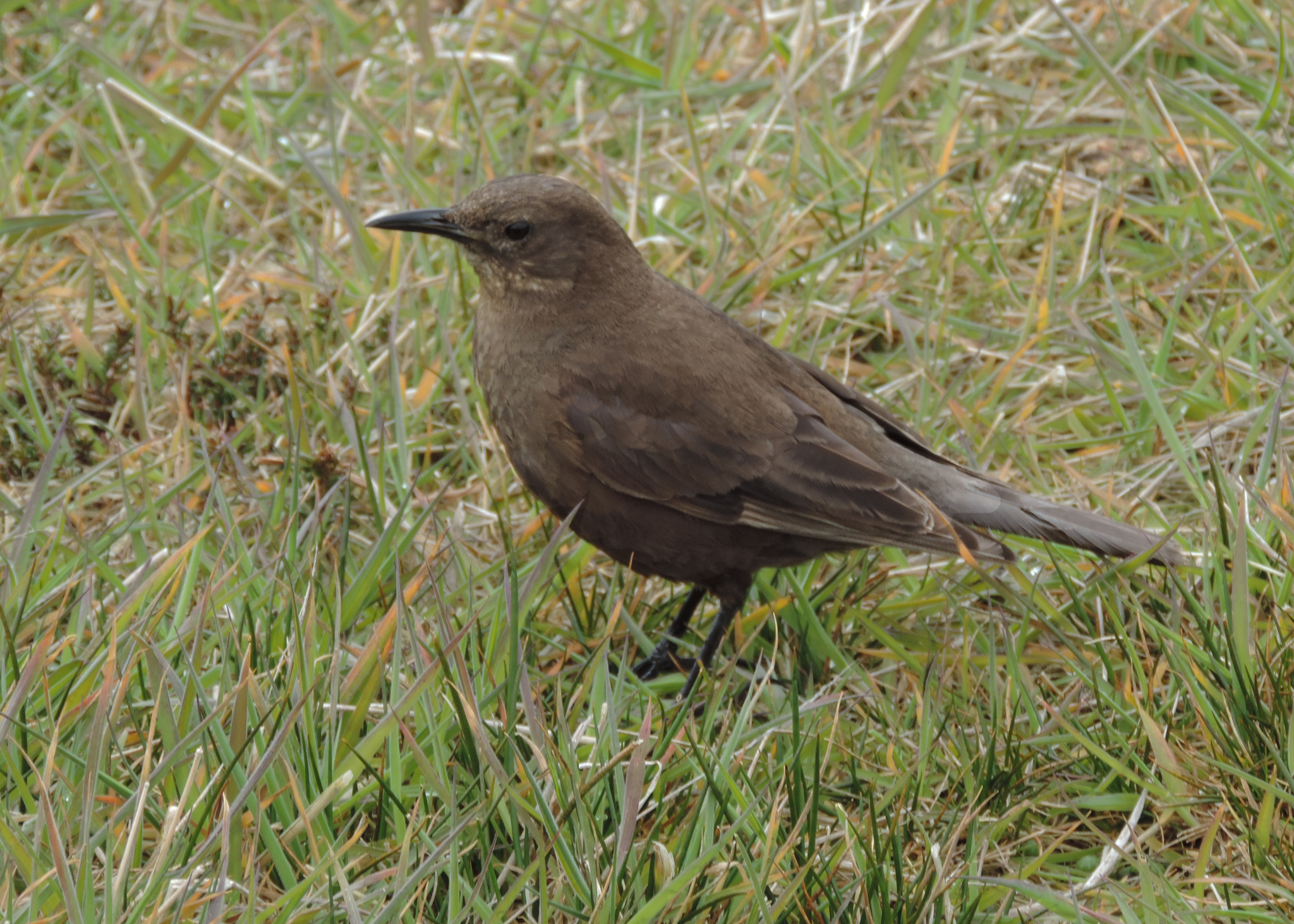
Cinclode antarctique.
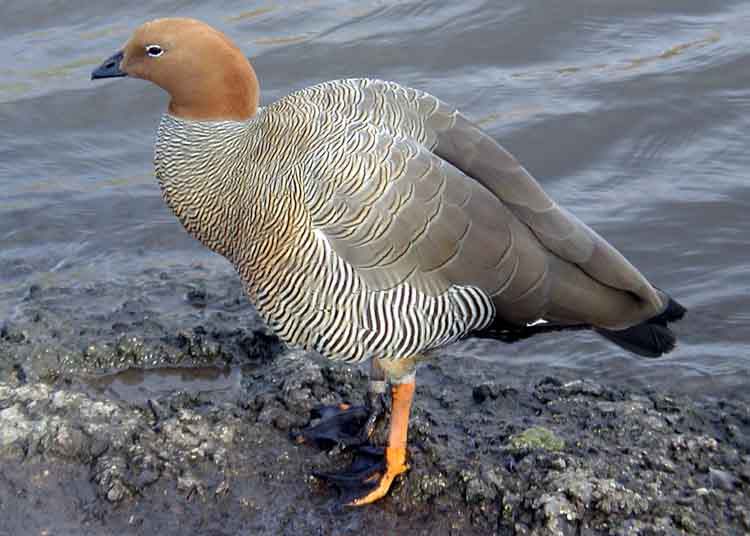
Ouette à tête rousse.
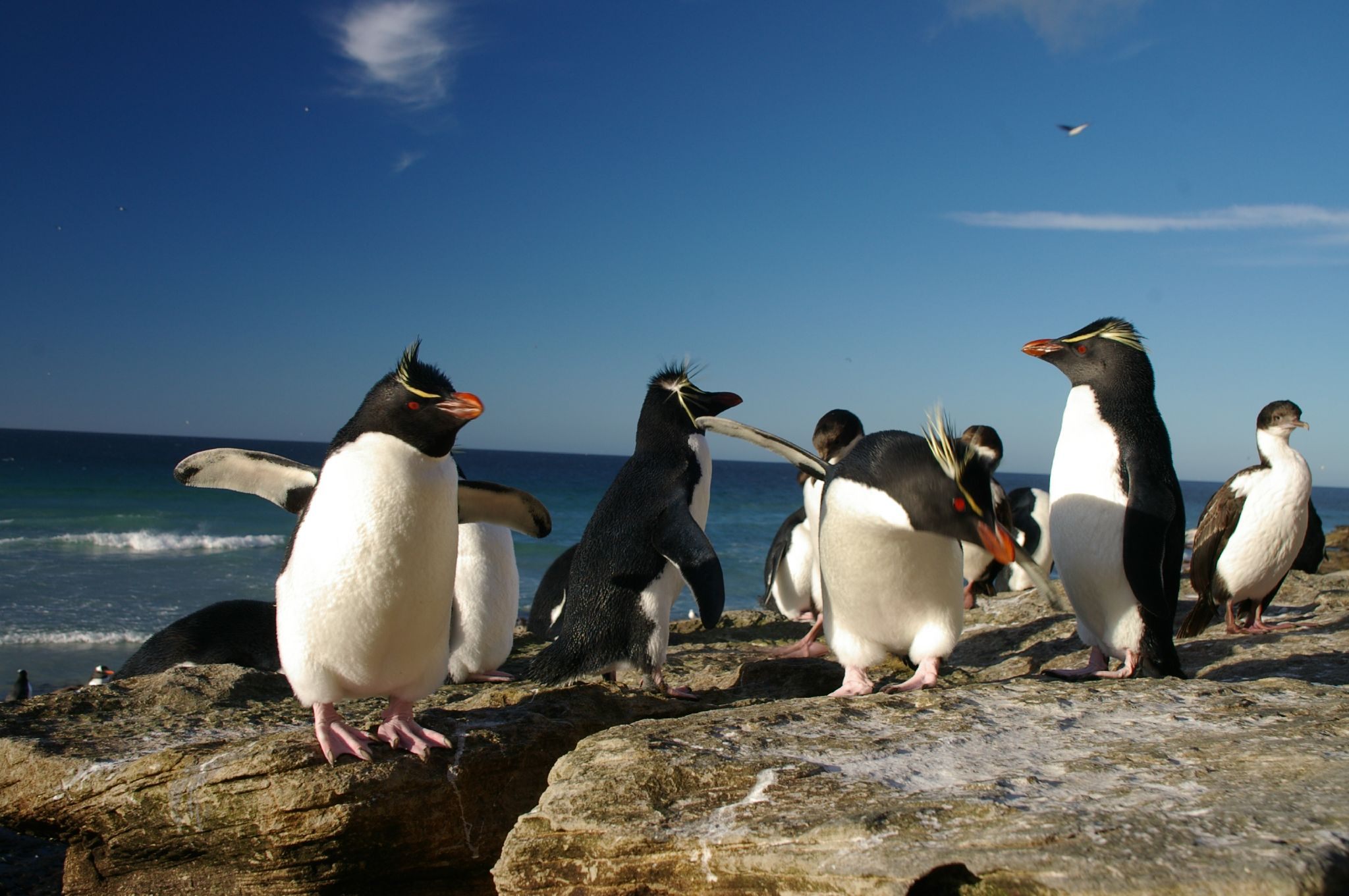
Gorfous sauteurs.